# José Oviedo
José Daniel Oviedo Antúnez (Juan de Mena, 15 de marzo de 1986) es un ingeniero electrónico y político paraguayo. Desde 2023 es senador nacional, por el Partido Cruzada Nacional.

## Biografía

### Vida personal y familiar
Nació en Juan de Mena, departamento de Cordillera, el 15 de marzo de 1986. Está casado con Eliana Abigail Galeano Cardozo, con quien tiene un hijo. Actualmente reside en la ciudad de Villa Elisa.

### Educación
Cursó la educación primaria en la Escuela Graduada 292 Eva María Silva de Oviedo de dicha ciudad y durante gran parte de su niñez compartió la vida de campo en su pueblo natal.
A la edad de 12 años se trasladó a Asunción para continuar sus estudios siendo graduado de Técnico en Electrónica del Colegio Técnico Nacional de Asunción en el año 2004.
En el año 2005 ingresa a la carrera de ingeniería electrónica en la Universidad Nacional de Asunción, graduándose de ingeniero electrónico en el año 2011. Desde ese año se desempeña en el sector privado hasta la actualidad.
Entre sus proyectos resaltantes realizados durante su educación se encuentran el proyecto Mirasol, que consiste en una cabeza giratoria de paneles solares que guía su movimiento siguiendo la luz solar para aprovechar mejor la luz diurna para almacenar energía solar, este proyecto lo desarrolló en la Universidad Nacional de Asunción en el año 2010; el segundo proyecto resaltante se trata del primer avión militar no tripulado de Paraguay, este último financiado por la Itaipú Binacional y lanzado en el año 2012.

## Trayectoria política
A inicios del año 2021 se alista a las filas del partido Partido Cruzada Nacional, siguiendo a su principal apoyo político, Payo Cubas. 
Trazó un proyecto denominado «Oviedo Senador» que comprendía recorridos por distintas ciudades del país y así poder lograr un lugar como legislador paraguayo. 
En elecciones generales de 2023, consiguió ser electo senador nacional con 18 100 votos, acreditado por Última Hora a «la línea antisistema del abogado esteño [Paraguayo Cubas] y de su peculiar discurso populista».